# Tsai Ing-wen
Tsai Ing-wen (på kinesiska med traditionella tecken: 蔡英文, pinyin: Cài Yīngwén), populärt kallad Xiǎo Yīng (小英), född 31 augusti 1956 i Taipei, är en taiwanesisk advokat och politiker, tillhörande Demokratiska framstegspartiet (DPP). hon var från 2016 till 2024  landets president.

## Bakgrund och privatliv
Tsais föräldrar var småföretagare och ägde en bilverkstad i Fangshan. Tsai har nio äldre syskon. År 2015 berättade hon för tidskriften Time att i familjen hade inga höga förväntningar för henne eftersom hon var den yngsta.. Hon läste ändå juridik vid National Taiwan University och fortsatte sin utbildning i Storbritannien. År 1984 disputerade Tsai vid London School of Economics. Efter studierna började Tsai sin akademiska karriär som biträdande professor i juridik. Mellan 1993 och 2000 var hon professor i internationell ekonomi vid Chengchis nationella universitet.. 
Hon äger två katter som heter Think Think och Ah Tsai som har varit med henne i bland annat kampanjreklam. I det senare valet 2020 använde också andra kandidater olika djur i sin kampanjreklam. År 2016 adopterade Tsai också tre gamla ledarhundar som heter Bella, Bunny och Maru.
Tsai är ogift och har inga barn.

## Politisk karriär
År 2000 nominerades Tsai som minister med ansvar över det kinesiska fastlandet av presidenten Chen Shui-bian. Enligt Tsai var det synd att hon kunde inte tala kantonesiska (som talas i Hongkong och Macao) som skulle ha hjälpt i posten.. Tsai blev medlem i DPP år 2004. Hon kandiderade i parlamentsvalet 2005 och blev invald.
Tsai Ing-wen var ordförande för DPP från 2008 till 2012 och valdes åter till ämbetet 2014. Hon avgick 2018. Den 16 januari 2016 valdes hon till Taiwans första kvinnliga president och installerades i ämbetet den 20 maj samma år då hon efterträdde Ma Ying-jeou.
År 2020 valdes Tsai igen till president med 57,1 % av rösterna. Hennes vicepresident är William Lai. Tsais utmanare var Han Kuo-yu (Kuomintang) och James Soong (Folkets första parti).. I samband med valet lancerades Presidential Palace Adventure, ett datorspel om Tsai.
Tsais privatliv har lett till sexistiska kommentarer, till exempel i tidningen Xinhua, som skrev i sin op-ed att hon  inte är behörig att vara Taiwans president. Tsai och Wu Zetian, som politiska motståndare har jämfört henne med, är de enda kvinnliga ledarna i stater med övervägande kinesisk befolkning.

### Politiska åsikter
Tsai har sagt att hennes politiska förebilder är Angela Merkel och Margaret Thatcher.
I januari 2019 Xi Jinping föreslog ett land, två system till Tsai som tackade nej. Enligt Tsai så erkänner inte hennes parti årets 1992 konsensus som påstår att det finns bara ett Kina men två tolkningar..
Tsai har också försökt befrämja Taiwans ursprungliga språk. Fast mandarinkinesiska är fortfarande statens enda officiella språk, sedan 2017 har alla öns ursprungsspråk klassificerats som nationella språk enligt en ny lag.. Ytterligare har Tsai sagt att hennes administration syftar till ett tvåspråkigt Taiwan, där engelska är ett nationellt språk vid sidan av kinesiska år 2030..
Under sin presidentvalskdmpanj år 2016 sade Tsai att hon kommer att försvara Taiwans HBTQ-minoriteter och stödja äktenskapsrätten för de samkönade paren. Som president legaliserade Tsais administration samkönade äktenskap som första stat i Asien.

## Utmärkelser
Tsai har tilldelats följande utländska utmärkelser:
- St Kristoffers och Nevis orden (Saint Kitts och Nevis, 2019)[27]
- Elefantens orden (Eswatini, 2018)[28]
- Honnörs och merits nationella orden (Haiti, 2018)[29]
- Belizes orden (Belize, 2018)[30]
- José Matías Delgado orden (El Salvador, 2017)[31]
- Quetzalorden (Guatemala, 2017)[32]
- Francisco Morazáns orden (Honduras, 2016)[33]
- Nationella meritens orden (Paraguay, 2016)[34]

År 2020 listades Tsai till Time 100.

## Bilder

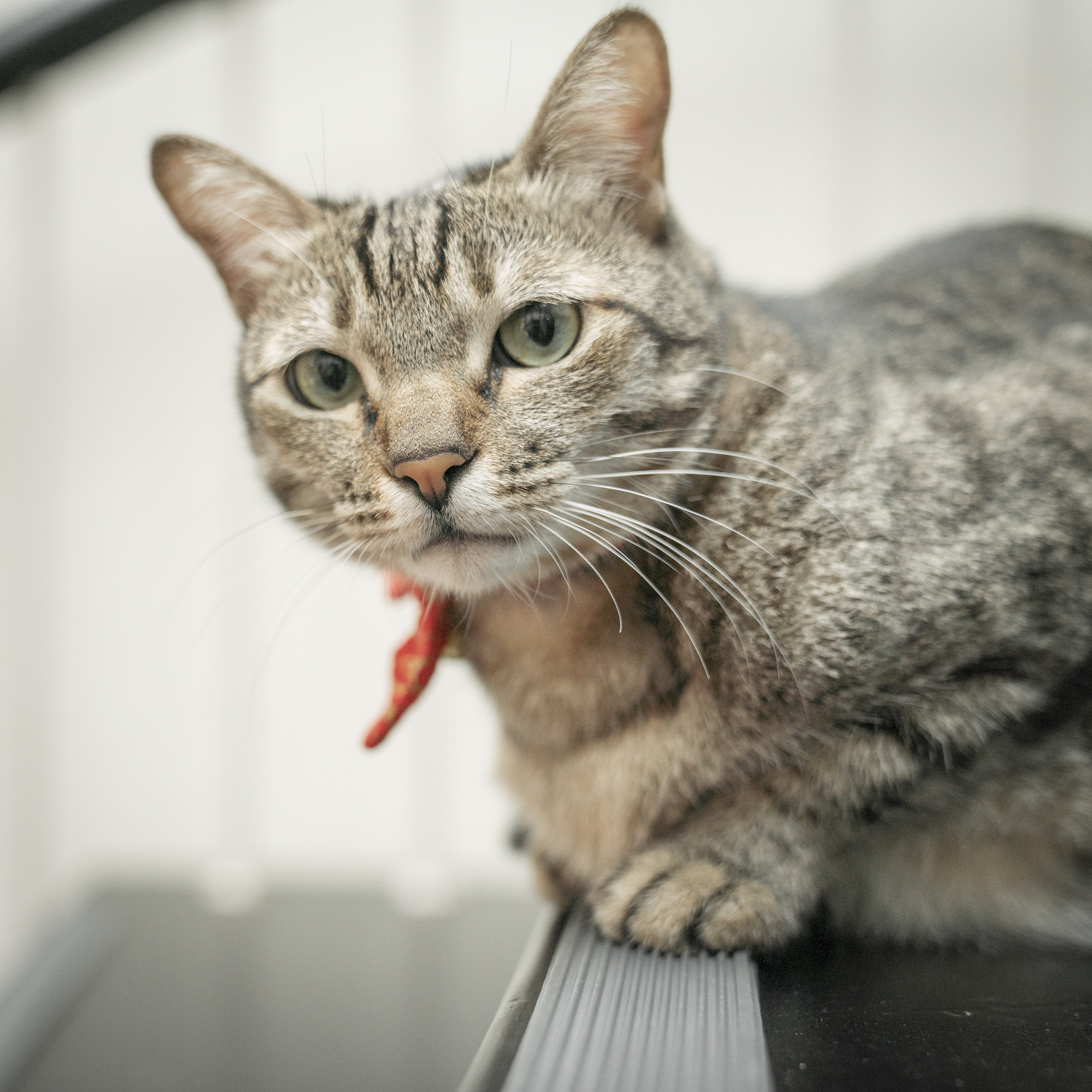
Think Think.
Ah Tsai och Tsai Ing-wen.
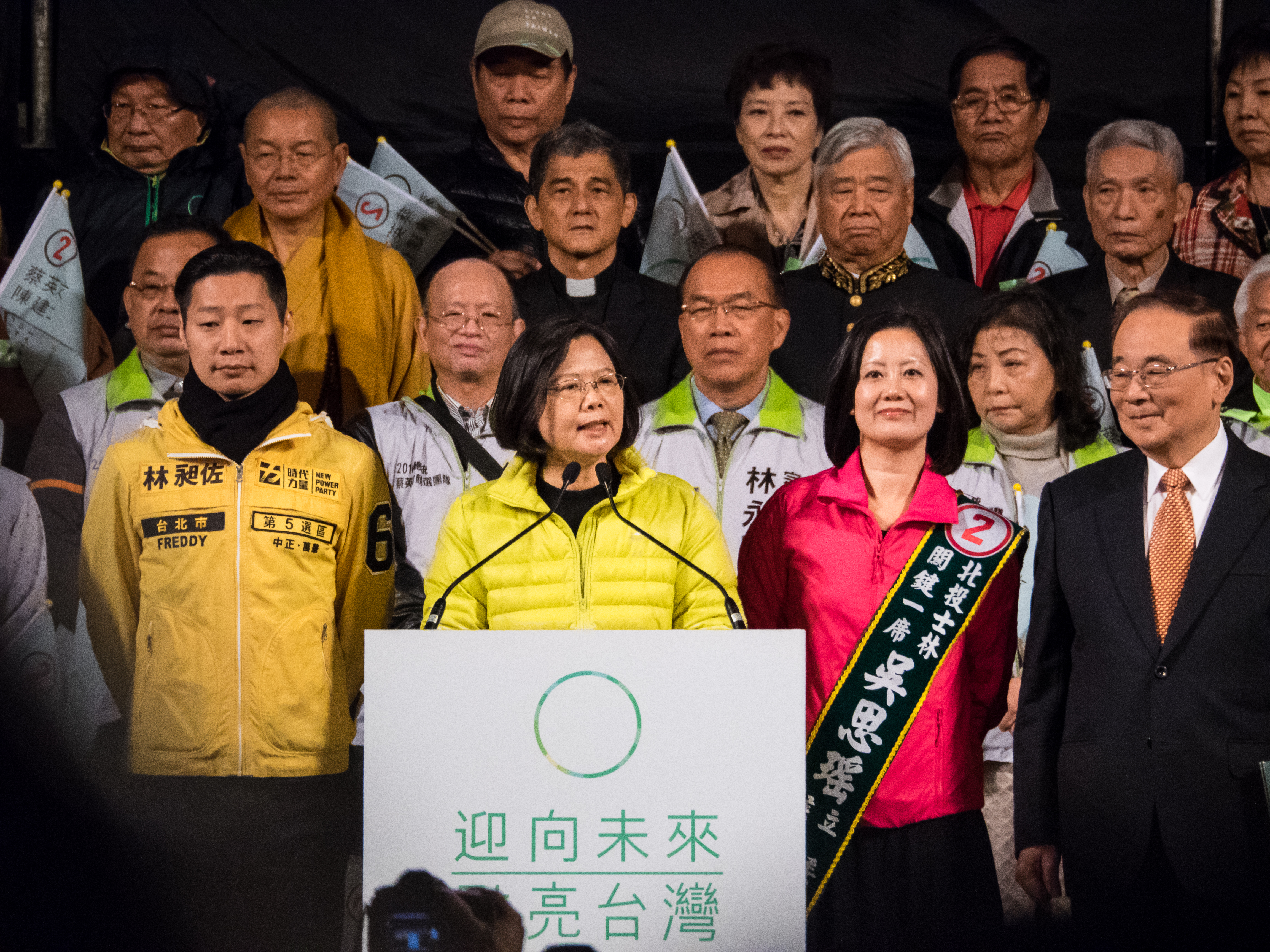
Tsais presidentvalskampanj år 2015.
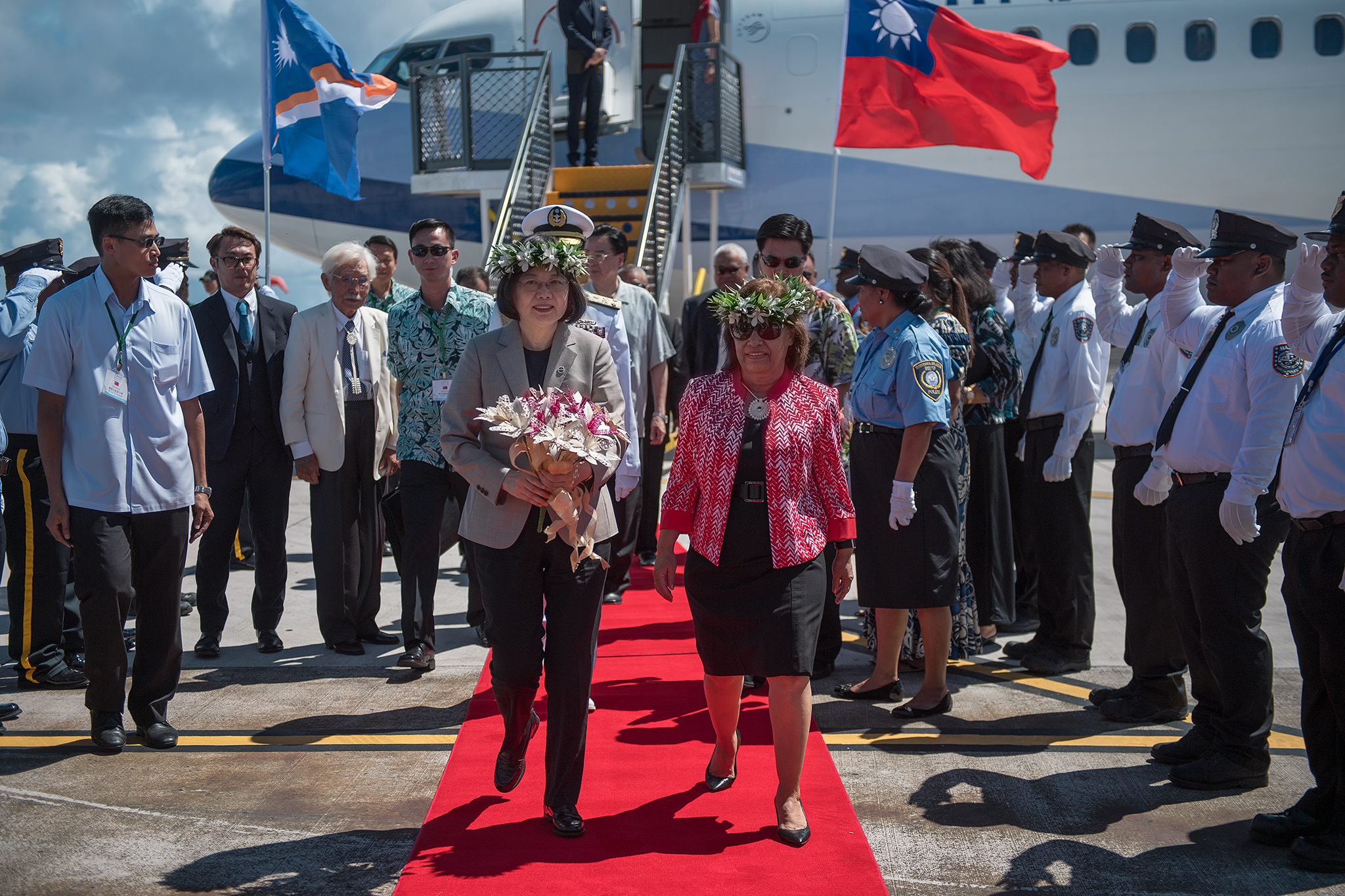
Tsais statsbesök på Marshallöarna med presidenten Hilda Heine.
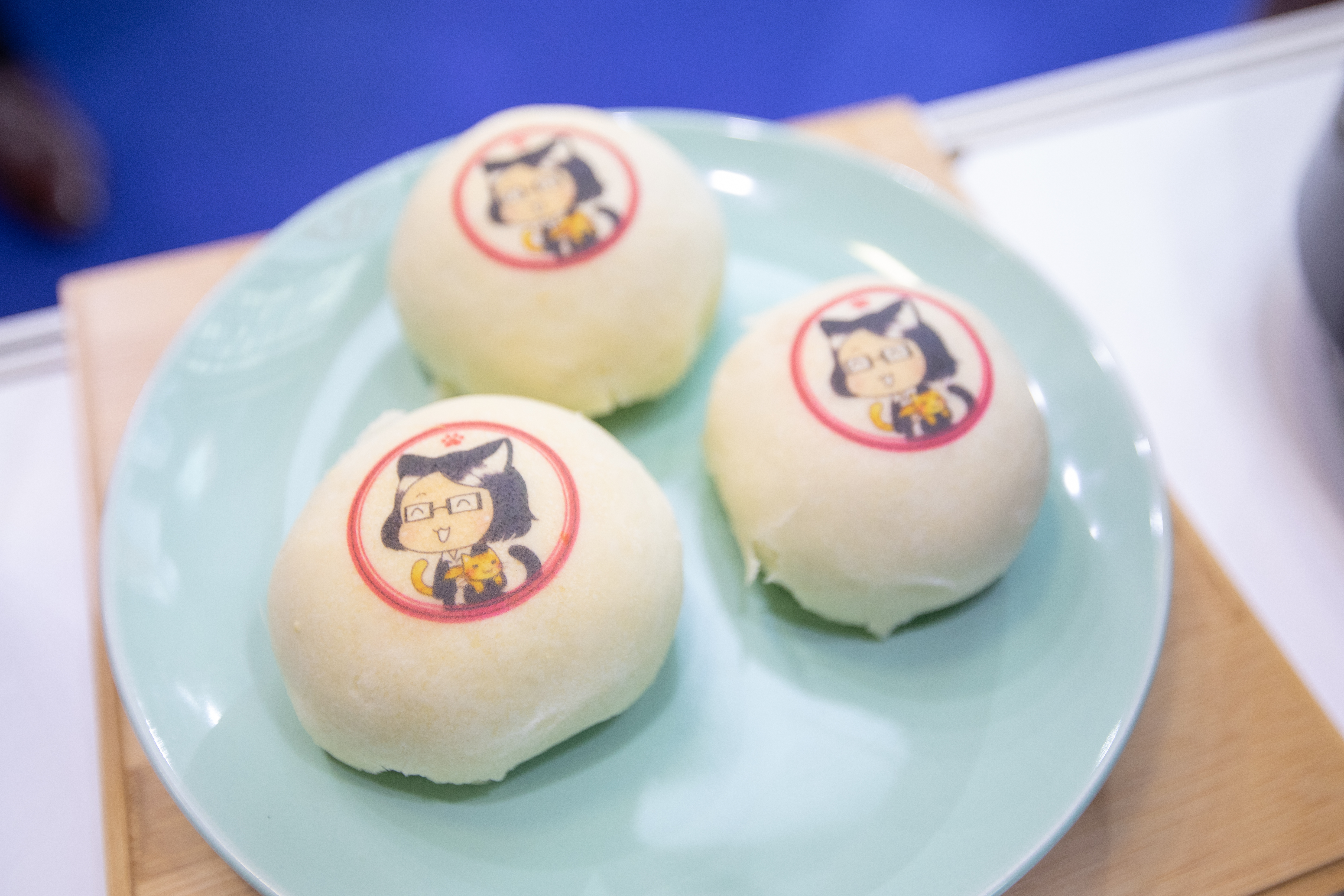
Bakelser med en karikatyr på Tsai.